# Illumination!
Illumination! – album studyjny sekstetu prowadzonego przez Elvina Jonesa i Jimmy’ego Garrisona, nagrany i wydany w 1963 z numerem katalogowym AS-49 przez Impulse! Records. 

## Powstanie
Materiał na płytę został zarejestrowany 8 sierpnia 1963 roku przez Rudy’ego Van Geldera w należącym do niego studiu (Van Gelder Studio) w Englewood Cliffs w stanie New Jersey. Garrison i Jones byli wówczas członkami kwartetu Johna Coltrane’a (czwarty członek tego zespołu McCoy Tyner również gra na tej płycie). Jest to jedyny album, na którym Garrison występuje jako lider.

## Lista utworów
Opracowano na podstawie materiału źródłowego.
Wydanie LP
Strona A
| Nr | Tytuł utworu        | Muzyka        | Długość |
| -- | ------------------- | ------------- | ------- |
| 1. | „Nuttin’ Out Jones” | Prince Lasha  | 5:32    |
| 2. | „Oriental Flower”   | McCoy Tyner   | 3:45    |
| 3. | „Half and Half”     | Charles Davis | 6:25    |
|    |                     |               | 15:42   |

Strona B
| Nr | Tytuł utworu                  | Muzyka         | Długość |
| -- | ----------------------------- | -------------- | ------- |
| 1. | „Aborigine Dance in Scotland” | Sonny Simmons  | 4:09    |
| 2. | „Gettin’ On Way”              | Jimmy Garrison | 5:11    |
| 3. | „Just Us Blues”               | Charles Davis  | 5:55    |
|    |                               |                | 15:15   |

## Twórcy
Opracowano na podstawie materiału źródłowego.
Muzycy:
- Prince Lasha – klarnet, flet
- Sonny Simmons – saksofon altowy, rożek angielski
- Charles Davis – saksofon barytonowy
- McCoy Tyner – fortepian
- Jimmy Garrison – kontrabas
- Elvin Jones – perkusja

Produkcja:
- Bob Thiele – produkcja muzyczna
- Rudy Van Gelder – inżynier dźwięku
- Stephen James – liner notes
- Michael Cuscuna – produkcja muzyczna (reedycja z 1998)